# Barzan (Frankrijk)
Barzan is een gemeente in het Franse departement Charente-Maritime (regio Nouvelle-Aquitaine) en telt 428 inwoners (1999). De plaats maakt deel uit van het arrondissement Saintes.

## Geografie
De oppervlakte van Barzan bedraagt 8,0 km², de bevolkingsdichtheid is 53,5 inwoners per km².
De onderstaande kaart toont de ligging van Barzan (Frankrijk) met de belangrijkste infrastructuur en aangrenzende gemeenten.

## Demografie
Onderstaande figuur toont het verloop van het inwonertal (bron: INSEE-tellingen).

## Afbeeldingen

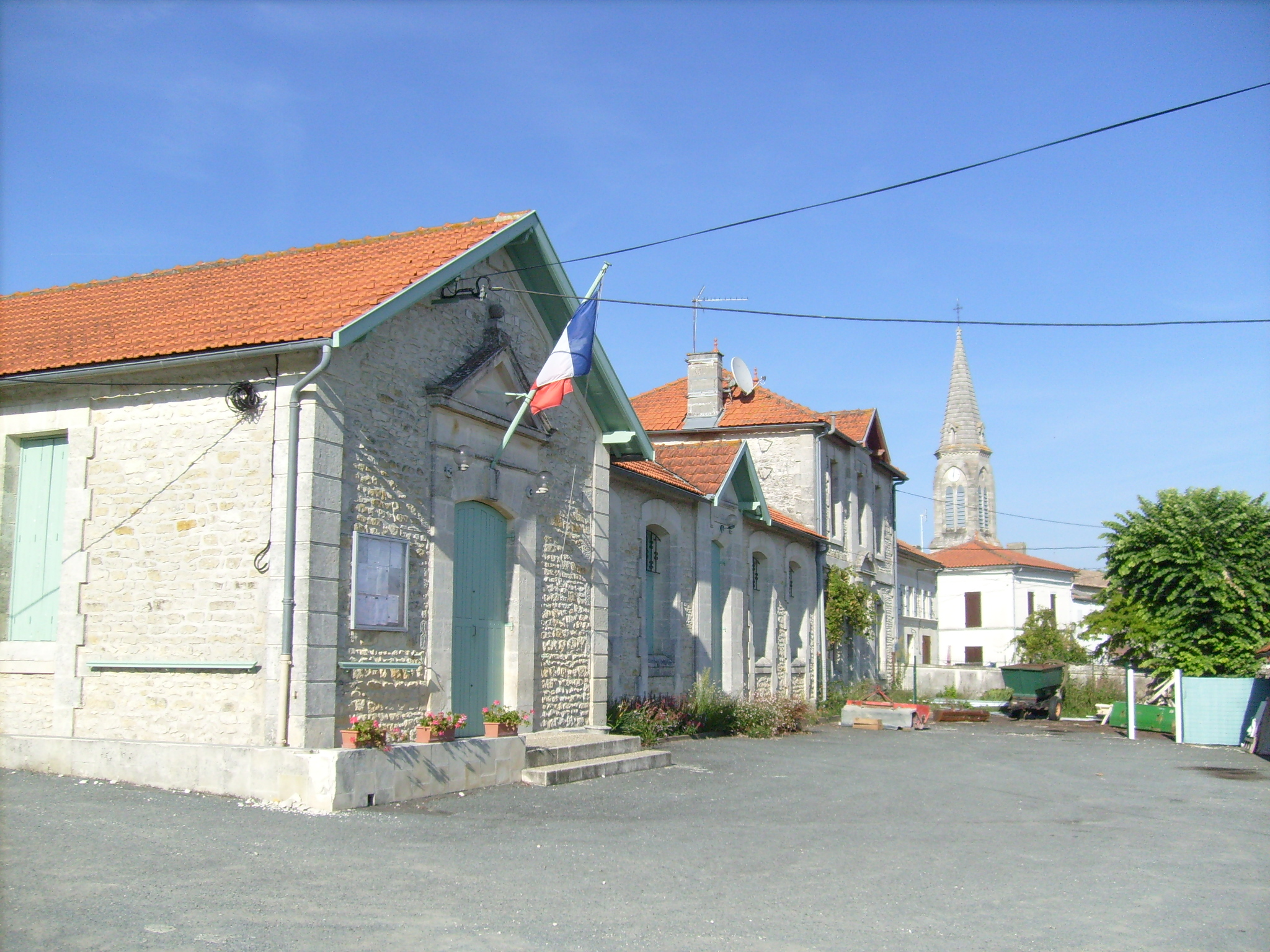
Gemeentehuis
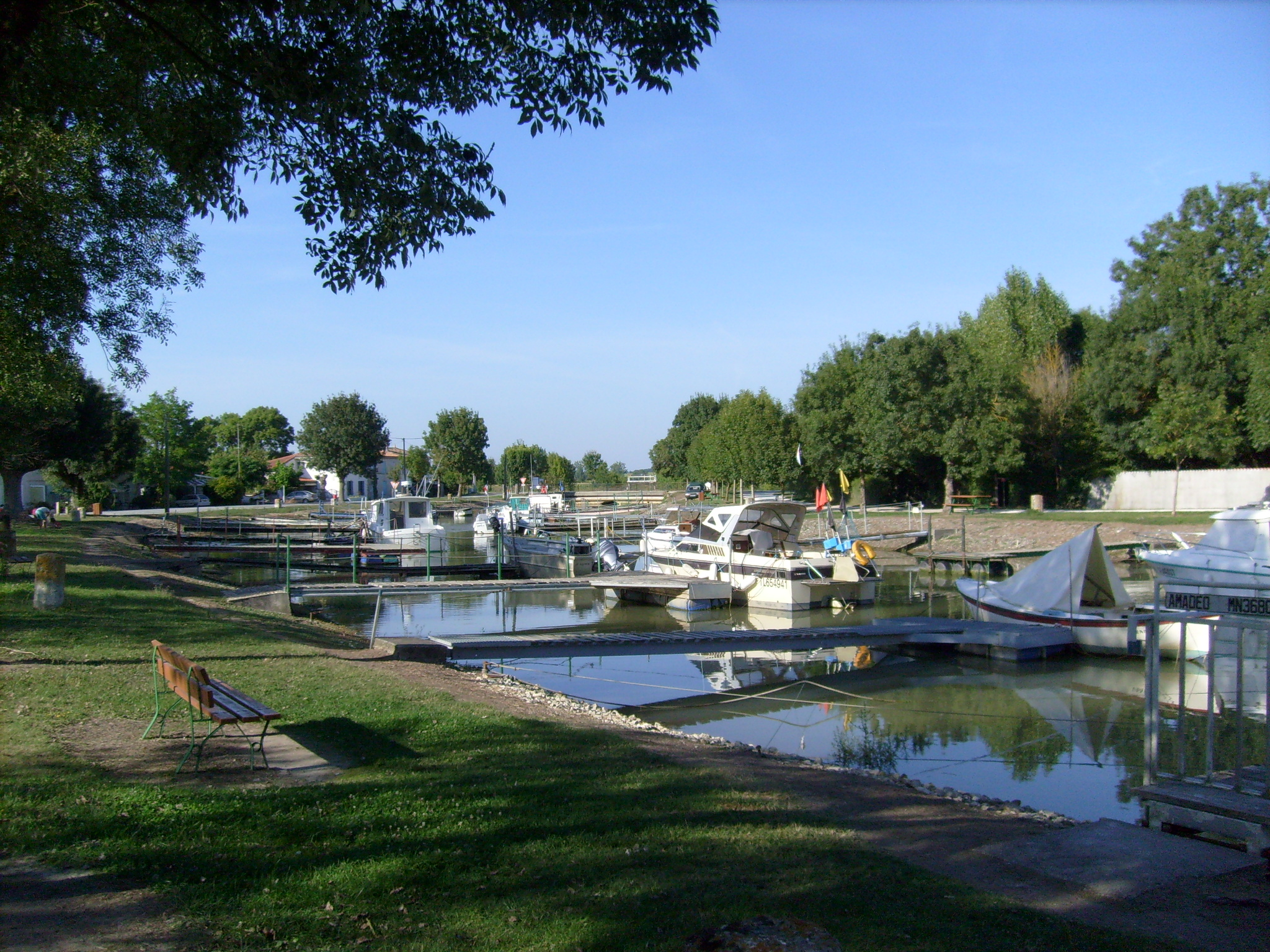
Haven
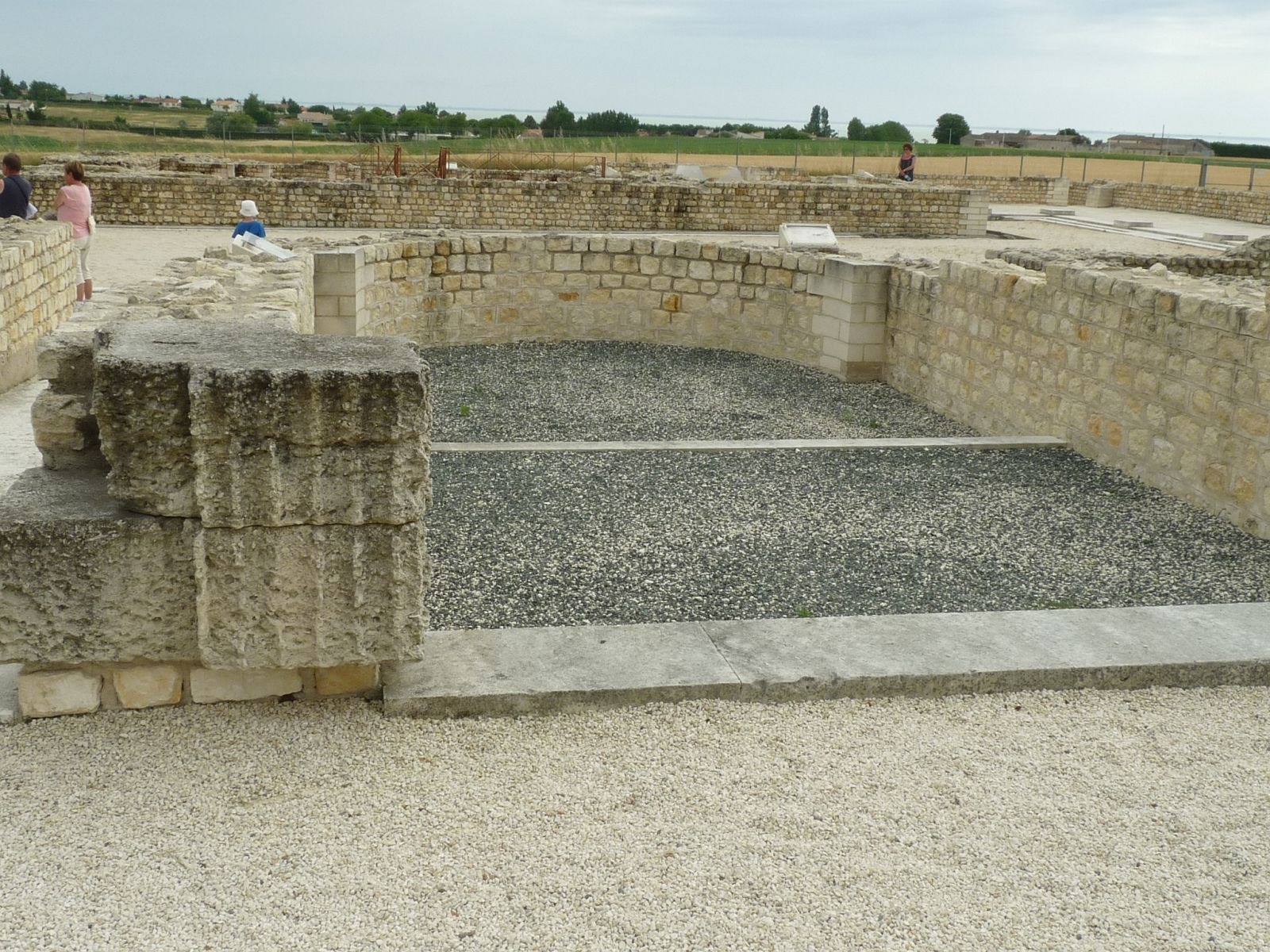
Thermen